# Leuchterblumen
Die Leuchterblumen (Ceropegia) sind eine Pflanzengattung in der Unterfamilie Seidenpflanzengewächse (Asclepiadoideae) innerhalb der Familie Hundsgiftgewächse (Apocynaceae). Der deutsche Trivialname Leuchterblume bezieht sich auf das kandelaberähnliche Aussehen mancher Blüten.

## Beschreibung

### Vegetative Merkmale
Ceropegia-Arten wachsen als ausdauernde krautige Pflanzen. Oft sind sie Blatt- und/oder Stammsukkulente. Es sind meist Kletterer, Schlinger, oder die Pflanzen besitzen kriechende Ausläufer. Lediglich die wenigen Arten der Kanarischen Inseln haben aufrechte Wuchsformen. Unter den zahlreichen Arten befinden sich auch viele sukkulente Formen mit Blatt-, Spross- oder Wurzelsukkulenz. Sie enthalten meist klaren, selten weißen Milchsaft. Je nach Art bilden sie Knollen oder Rhizome als Überdauerungsorgane. Sie sind immergrün oder werfen in der Trockenzeit ihre Blätter ab.

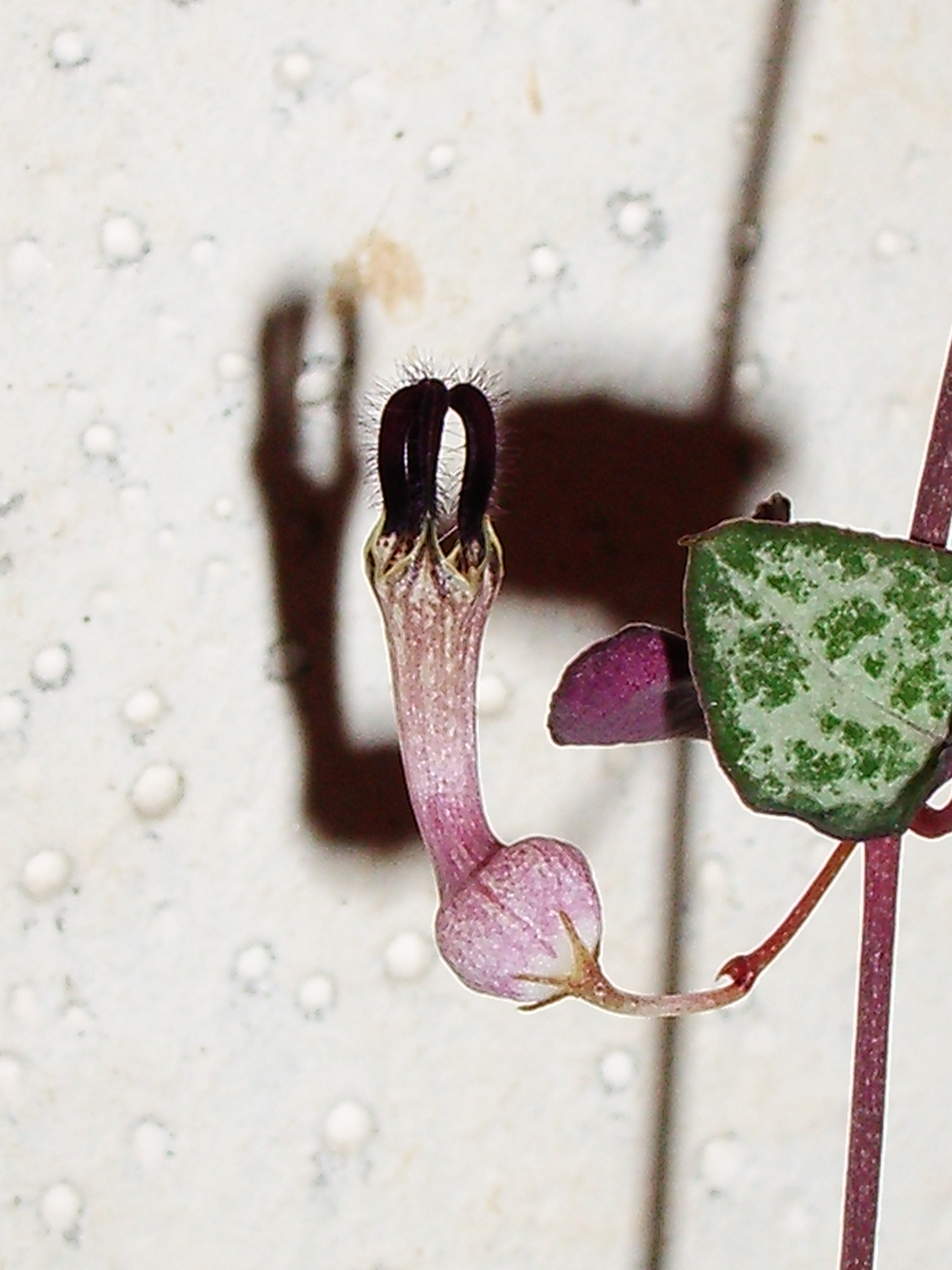
Ceropegia woodii,
die am häufigsten als Zimmerpflanze zu findende Art

### Blütenstände und Blüten

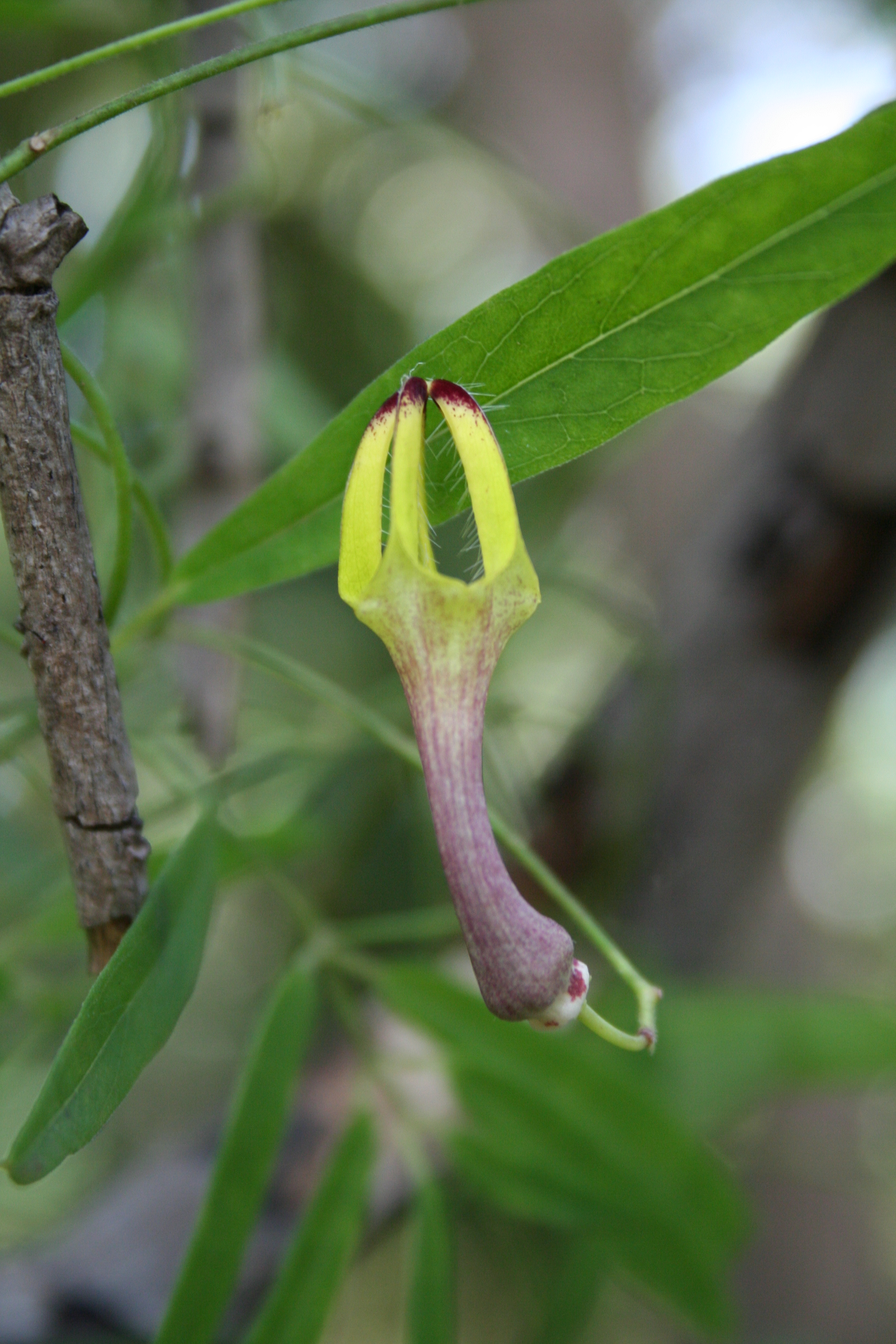
Ceropegia affinis

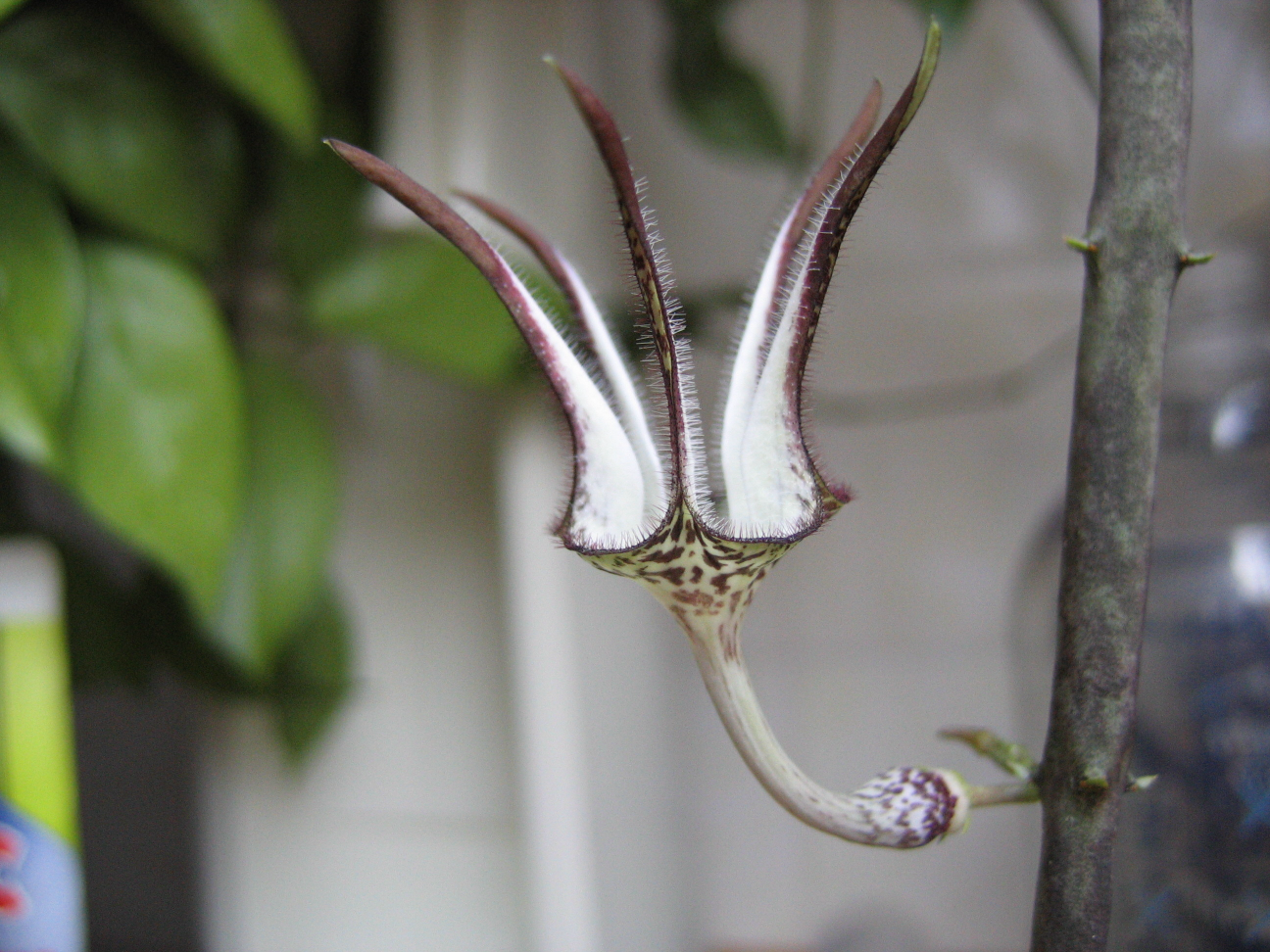
Ausnahme im Aufbau der Blüte: Ceropegia stapeliiformis

Die Blütenstände sind unterschiedlich aufgebaut.
Die relativ großen Blüten sind zwittrig und fünfzählig mit doppelter Blütenhülle. Die fünf Kelchblätter sind an ihrer Basis verwachsen.
Die Blüten der Leuchterblumen gehören nach ihrer Form und Funktion zu den kompliziertesten Blüten, die die Evolution hervorgebracht hat. Nach ihrer Gestalt kann man die Blüten der meisten Leuchterblumen als Fensterblüte bezeichnen. Die fünf Kronblätter sind meist an den Spitzen miteinander verwachsen (Ausnahme: Ceropegia stapeliiformis und deren Unterarten). Die mehr oder weniger filigranen Kronblätter lassen auf den Flanken mehr oder weniger große Spalten frei. Bei manchen Arten sind die Kronblätter sehr dünn und nach außen gebogen und geben den Blüten ein lampionartiges Aussehen. Die Neben- oder Innenkrone ist im bauchigen Teil der Kronröhre eingeschlossen. Die fünf Staubblätter sind an den kurzen Staubfäden zu einer Röhre verwachsen.

## Ökologie
Blütenökologisch wird die Blüte auch als Reusenfalle oder Gleitfalle bezeichnet. Die Insekten werden durch Geruch und Behaarung in den aufgeblähten hinteren Teil der Blüte gelockt und dort durch nach hinten aufgerichtete Härchen oder Borsten gefangen. Dort sind zuerst die weiblichen Geschlechtsorgane herangereift, die durch die mitgebrachten Pollenpakete bestäubt werden. In der Regel reifen erst dann die Pollen heran, die die Insekten bei ihren Bewegungen in der Falle nun aufnehmen. Danach erschlaffen die Härchen im Schlund und geben die Insekten wieder frei. Bisher ist aber nur bei wenigen Arten geklärt, wie die meist sehr kleinen (um 3 mm lang) Fliegen angelockt werden. Bei Ceropegia dolichophylla wurde der Blütenduft genau analysiert. Er ähnelt in der Zusammensetzung gewissen Insektenpheromonen. Die milichiiden Fliegen, die vom Duft der Blüte von Ceropegia dolichophylla angelockt werden, sind Kleptoparasiten, die sich von der Hämolymphe oder anderen Ausscheidungen der Beute von räuberischen Gliederfüßern ernähren. Sie werden durch den Duft zu ihrer Beute gelockt. Der Duft der Blüte von Ceropegia dolichophylla imitiert eine potentielle Beute dieser kleptoparasitischen Fliegen.

## Verbreitung
Das Vorkommen erstreckt sich von den Kanarischen Inseln im Westen über Afrika, Madagaskar, die Arabische Halbinsel, Indien und China bis zu den Philippinen sowie Neuguinea und Australien.

## Systematik
Die Gattung Ceropegia wurde 1753 durch Carl von Linné in Band 2 von Species Plantarum auf Seite 211 aufgestellt. Die Typusart ist Ceropegia candelabrum. Der botanische Gattungsname Ceropegia leitet sich wohl von den griechischen Wörtern κέρος kéros für Wachs und πηγή pegé für Quelle ab.
Ein Synonym für Ceropegia ist Obesia Haw.
Derzeit werden etwa 383 Arten als gültige Ceropegia-Arten anerkannt. Einzelne, in der Plant List und der Checklist (noch) nicht enthaltene, meist neuere Arten sind ergänzt.

- Ceropegia abyssinica Decne.
  - Ceropegia abyssinica var. abyssinica
  - Ceropegia abyssinica var. songeensis H.Huber[7]
- Ceropegia achtenii De Wild. (Syn.: Ceropegia achtenii subsp. adolfi (Schltr. ex Werderm.) H.Huber)[4], mit den Unterarten:
  - Ceropegia achtenii subsp. achtenii[4]
  - Ceropegia achtenii subsp. togoensis H.Huber [4]
- Ceropegia acicularis Kidyoo[8]
- Ceropegia affinis Vatke
- Ceropegia africana R.Br., mit den Unterarten:
  - Ceropegia africana subsp. africana
  - Ceropegia africana subsp. barklyi (Hook.f.) Bruyns
- Ceropegia ahmarensis Masinde
- Ceropegia albipilosa (A.Lancaster ex Peckover) Bruyns
- Ceropegia albisepta Jum. & H.Perrier, mit den Varietäten:
  - Ceropegia albisepta var. albisepta
  - Ceropegia albisepta var. robynsiana (Werderm.) H.Huber[7] (Syn.: Ceropegia albisepta var. bruceana H.Huber)[4]
- Ceropegia alpina (R.A.Dyer) Bruyns
- Ceropegia ambovombensis Rauh & Gérold
- Ceropegia ampliata E.Mey.
- Ceropegia anantii S.R.Yadav, Sardesai & S.P.Gaikwad
- Ceropegia andamanica Sreek., Veenak. & Prashanth
- Ceropegia angustata Bruyns
- Ceropegia anjanerica Malpure, M.Y.Kamble & S.R.Yadav
- Ceropegia antennifera Schltr. (Syn.: Ceropegia craibii J.E.Victor)[4]
- Ceropegia arabica H.Huber, mit den Varietäten:
  - Ceropegia arabica var. abbreviata Bruyns
  - Ceropegia arabica var. arabica
  - Ceropegia arabica var. powysii (D.V.Field) Meve & Mangelsdorff
  - Ceropegia arabica var. superba (Field & Collen.) Bruyns
- Ceropegia arenaria R.A.Dyer
- Ceropegia aridicola W.W.Smith
- Ceropegia aristolochioides Decne., mit den Unterarten:
  - Ceropegia aristolochioides ssp. aristolochioides (Syn.: Ceropegia burgeri M.G.Gilbert)
  - Ceropegia aristolochioides ssp. deflersiana Bruyns
- Ceropegia armandii Rauh
- Ceropegia arnottiana Wight
- Ceropegia arnottii (Baker) Bruyns
- Ceropegia attenuata Hook.
- Ceropegia attenuatula Bruyns
- Ceropegia australis (R.A.Dyer) Bruyns
- Ceropegia ballyana Bullock
- Ceropegia barbata R.A.Dyer
- Ceropegia barberae (Harv. ex Hook.f.) Bruyns
- Ceropegia barnesii E.A.Bruce & Chatterjee
- Ceropegia beddomei Hook.f.
- Ceropegia bhatii Yadav & Shendage[9]
- Ceropegia bhutanica H.Hara
- Ceropegia bikitaensis (Peckover) Bruyns
- Ceropegia blepharanthera (Hans Huber) Bruyns
- Ceropegia boerhaaviifolia Deflers[4]
- Ceropegia bonafouxii K.Schum.
- Ceropegia bosseri Rauh & Buchloh
- Ceropegia bourneae (Gamble) Bruyns
- Ceropegia bowkeri Harv.
- Ceropegia bracteolata (Meve) Bruyns
- Ceropegia breviflora (Schltr.) Bruyns: Mit den Unterarten:
  - Ceropegia breviflora subsp. breviflora
  - Ceropegia breviflora subsp. flavida (Schltr.) Bruyns
- Ceropegia brevipedicellata (Turrill) Bruyns
- Ceropegia brevitubulata Bedd.
- Ceropegia browniana (S.Moore) Bruyns
- Ceropegia bruceae (R.A.Dyer) Bruyns. Mit den Unterarten:
  - Ceropegia bruceae subsp. bruceae
  - Ceropegia bruceae subsp. hirsuta (R.A.Dyer) Bruyns
- Ceropegia buchananii (N.E.Br.) Bruyns
- Ceropegia bulbosa Roxb.
- Ceropegia burchelliana Bruyns
- Ceropegia caffra (Schltr.) Bruyns
- Ceropegia campanulata G.Don. Mit zwei Varietäten:
  - Ceropegia campanulata var. campanulata
  - Ceropegia campanulata var. pulchella H.Huber[7]
- Ceropegia campanuliformis Bruyns
- Ceropegia cana (R.A.Dyer) Bruyns
- Ceropegia cancellata Rchb.
- Ceropegia candelabrum L.
- Ceropegia carnosa E.Mey.
- Ceropegia cataphyllaris Bullock
- Ceropegia cathcartensis (R.A.Dyer) Bruyns
- Ceropegia chlorantha (Schltr.) Bruyns
- Ceropegia chlorozona (E.A.Bruce) Bruyns
- Ceropegia christenseniana Hand.-Mazz.
- Ceropegia christianeae (Peckover) Bruyns
- Ceropegia ciliata Wight
- Ceropegia ciliatior Bruyns
- Ceropegia cimiciodora Oberm.
- Ceropegia circinata (E.Mey.) Bruyns
- Ceropegia claviloba Werderm.
- Ceropegia cochleata Kidyoo
- Ceropegia coddii (R.A.Dyer) Bruyns
- Ceropegia codonantha (Bruyns) Bruyns
- Ceropegia collaricorona Werderm. (Syn.: Ceropegia rendallii N.E.Br.): Mit den Unterarten:
  - Ceropegia collaricorona subsp. collaricorona
  - Ceropegia collaricorona subsp. mutongaensis (Masinde) Bruyns (Syn.: Ceropegia rendallii ssp. mutongaensis Masinde)
- Ceropegia concanensis Kambale, Chandore, S.R.Yadav[10]
- Ceropegia conrathii Schltr.
- Ceropegia convolvuloides A.Rich.
- Ceropegia cordiloba Werderm.[7]
- Ceropegia crassifolia Schltr., mit den Varietäten:
  - Ceropegia crassifolia var. crassifolia
  - Ceropegia crassifolia var. copleyae (E.A.Bruce & Bally) H.Huber
- Ceropegia cufodontii Chiov.[7]
- Ceropegia cumingiana Decne.
- Ceropegia cummingii (A.P.Dold) Bruyns
- Ceropegia cupulata (R.A.Dyer) Bruyns
- Ceropegia cycnifolia R.A.Dyer
- Ceropegia damannii Stopp
- Ceropegia daverichardsii Bruyns
- Ceropegia decaisneana Wight
- Ceropegia decidua E.A.Bruce. Mit den Unterarten:
  - Ceropegia decidua subsp. decidua
  - Ceropegia decidua subsp. pretoriensis R.A.Dyer
- Ceropegia decipientiflora Bruyns
- Ceropegia deightonii Hutch. & Dalziel
- Ceropegia delicata (R.A.Dyer) Bruyns
- Ceropegia denticulata K.Schum.: Mit den Varietäten:
  - Ceropegia denticulata var. denticulata
  - Ceropegia denticulata var. brownii (Ledger) P.R.O.Bally[7]
- Gabelige Leuchterblume (Ceropegia dichotoma Haw.), mit den Unterarten:
  - Ceropegia dichotoma subsp. dichotoma
  - Ceropegia dichotoma subsp. krainzii (Svent.) P.Bruyns
- Ceropegia differens Bruyns, mit den Unterarten:
  - Ceropegia differens subsp. differens
  - Ceropegia differens subsp. grata (R.A.Dyer) Bruyns
- Ceropegia digitiformis Kidyoo
- Ceropegia dimorpha Humbert
- Ceropegia dinteri Schltr.
- Ceropegia dinteriana Bruyns
- Ceropegia discoidea (R.A.Dyer) Bruyns
- Ceropegia distincta N.E.Br., mit den Varietäten:
  - Ceropegia distincta var. brevirostris (P.R.O.Bally & D.V.Field) Masinde[7]
  - Ceropegia distincta var. distincta
  - Ceropegia distincta var. rostrata Masinde[7]
- Ceropegia dolichophylla Schltr.
- Ceropegia dorjei C.E.C.Fisch.
- Ceropegia dryophila C.K.Schneid.
- Ceropegia duplicata (R.A.Dyer) Bruyns
- Ceropegia dyeri (K.Balkwill, M.Balkwill & Cadman) Bruyns
- Ceropegia edulissima Bruyns
- Ceropegia elegans Wall.
- Ceropegia elegantior Bruyns
- Ceropegia elegantula (S.Moore) Bruyns
- Ceropegia elenaduensis (Sathyan.) Bruyns
- Ceropegia ellenbeckii K.Schum.
- Ceropegia elongata (Schltr.) Bruyns
- Ceropegia ensifolia Bedd.
- Ceropegia erergotana M.G.Gilbert
- Ceropegia evansii McCann
- Ceropegia exigua (H.Huber) M.G.Gilbert & P.T.Li
- Ceropegia exilis (Bullock) Bruyns
- Ceropegia fantastica Sedgw.
- Ceropegia festucifolia (E.A.Bruce) Bruyns
- Ceropegia filicorona Masinde[7]
- Ceropegia filifolia (Schltr.) Bruyns
- Ceropegia filiformis (Burch.) Schltr.
- Ceropegia filipendula K.Schum.
- Ceropegia fimbriata E.Mey., mit den Unterarten:
  - Ceropegia fimbriata subsp. fimbriata
  - Ceropegia fimbriata subsp. connivens (Dyer) Bruyns
  - Ceropegia fimbriata subsp. geniculata (Dyer) Bruyns
- Ceropegia fimbriifera Bedd.
- Ceropegia floribunda N.E.Br.
- Ceropegia floribundior Bruyns, mit den Varietäten:
  - Ceropegia floribundior var. floribundior
  - Ceropegia floribundior var. mlimakito (Masinde) Bruyns
- Ceropegia foliosa Bruyns
- Ceropegia fortuita R.A.Dyer
- Ceropegia franksiae (N.E.Br.) Bruyns, mit den Unterarten:
  - Ceropegia franksiae subsp. franksiae
  - Ceropegia franksiae subsp. grandiflora (A.P.Dold & Bruyns) Bruyns
- Ceropegia furcata Werderm.
- Rotbraune Leuchterblume (Ceropegia fusca Bolle)
- Ceropegia fusiformis N.E.Br.
- Ceropegia galeata H.Huber
- Ceropegia gardneri Thwaites
- Ceropegia gemmea (R.A.Dyer) Bruyns
- Ceropegia gerrardii (Harv.) Bruyns
- Ceropegia gikyi Rauh & Gérold
- Ceropegia gilgiana Werderm.
- Ceropegia glabra (Hook.f.) Bruyns
- Ceropegia glabriflora (F.Muell.) Bruyns
- Ceropegia glenensis (R.A.Dyer) Bruyns
- Ceropegia gracilior Bruyns
- Ceropegia gracillima (R.A.Dyer) Bruyns
- Ceropegia gymnopoda Schltr.
- Ceropegia gypsophila Thulin[11]
- Ceropegia haygarthii Schltr.
- Ceropegia hermannii Rauh & Teissier
- Ceropegia hirsuta Wight & Arn.
- Ceropegia hirtella (Weim.) Bruyns
- Ceropegia hofstaetteri Rauh
- Ceropegia hookeri C.B.Clarke ex Hook.f.
- Ceropegia huberi Ansari
- Ceropegia humbertii H.Huber
- Ceropegia huttonii (Harv.) Bruyns
- Ceropegia illegitima H.Huber
- Ceropegia imbricata E.A.Bruce & P.R.O.Bally
- Ceropegia incana (R.A.Dyer) Bruyns
- Ceropegia inconspicuior Bruyns
- Ceropegia inflata Hochst. ex Werderm.
- Ceropegia inornata P.R.O.Bally ex Masinde
- Ceropegia insignis R.A.Dyer
- Ceropegia intermedia Wight
- Ceropegia jainii Ansari & B.G.P.Kulk.
- Ceropegia jinshaensis Zhi-Kun, Jie, Lei & De-Tuan.[12]
- Ceropegia johnsonii N.E.Br.
- Ceropegia johnstonii (N.E.Br.) Bruyns
- Ceropegia juncea Roxb.
- Ceropegia kaariyei Thulin[11]
- Ceropegia kachinensis Prain (Synonym: Ceropegia farrokhii McCann[13])
- Ceropegia karulensis Punekar, Tamhankar, Lakshmin., Kumaran, Raut, S.K.Srivast. & Kavade
- Ceropegia keniensis Masinde
- Ceropegia kenyana Bruyns
- Ceropegia kerrii (Craib) Bruyns
- Ceropegia kerzneri (Peckover) Bruyns
- Ceropegia kituloensis Masinde & F.Albers
- Ceropegia kolarensis
- Ceropegia konasita Masinde
- Ceropegia kundelunguensis Malaisse
- Ceropegia laevigata (Wight) Bruyns
- Ceropegia laikipiensis Masinde
- Ceropegia lancasteri (Boele) Bruyns
- Ceropegia langkawiensis Rintz
- Ceropegia lankana (Dassan. & Jayas.) Bruyns
- Ceropegia laotica Rodda & Meve[14]
- Ceropegia lawii Hook.f.
- Ceropegia ledermannii Schltr.
- Ceropegia leptophylla Bruyns
- Ceropegia leroyi Rauh & Marn.-Lap.
- Ceropegia letestui (Pellegr.) Bruyns
- Ceropegia lindenii Lavranos
- Ceropegia linearis E.Mey., mit den Unterarten:
  - Ceropegia linearis subsp. linearis
  - Ceropegia linearis subsp. debilis (N.E.Br.) H.Huber
  - Ceropegia linearis subsp. tenuis (N.E.Br.) Bruyns (Syn.: Ceropegia tenuis N.E.Br.)
  - Ceropegia linearis subsp. woodii (Schltr.) H.Huber (Syn.: Ceropegia woodii Schltr.)
- Ceropegia linophyllum H.Huber
- Ceropegia longifolia Wall.
- Ceropegia longifoliata Bruyns
- Ceropegia loranthiflora N.E.Br.
- Ceropegia loureiroi G.Don ("schlecht bekannte Art" in der Checklist)
- Ceropegia lucida Wall.
- Ceropegia ludlowii H.Huber
- Ceropegia lugardiae N.E.Br.
- Ceropegia luteiflora Bruyns
- Ceropegia maccannii Ansari
- Ceropegia macmasteri A.P.Dold[15]
- Ceropegia macrantha Wight
- Ceropegia macropetala (Schltr.) Bruyns
- Ceropegia maculata Bedd.
- Ceropegia madagascariensis Decne.
- Ceropegia madens Werderm.
- Ceropegia mafekingensis (N.E.Br.) R.A.Dyer
- Ceropegia mahabalei Hemadri & Ansari
- Ceropegia mahajanii (Kambale & S.R.Yadav) Bruyns
- Ceropegia maharashtrensis Punekar, Tamhankar, Lakshmin., Kumaran, Raut & S.K.Srivast.
- Ceropegia mairei (H.Lév.) H.Huber
- Ceropegia maiuscula H.Huber
- Ceropegia malwanensis (S.R.Yadav & N.P.Singh) Bruyns
- Ceropegia manderensis Masinde
- Ceropegia mannarana P.Umam. & P.Daniel
- Ceropegia manoharii Sujanapal, Salim, Anil & Sasidh[16]
- Ceropegia maritae (Peckover) Bruyns
- Ceropegia matthewiana (Bruyns & Britto) Bruyns
- Ceropegia mayottae H.Huber
- Ceropegia media (H.Huber) Ansari
- Ceropegia megasepala (Peckover) Bruyns
- Ceropegia meleagris H.Huber
- Ceropegia mendesii Stopp
- Ceropegia merrilliana Bruyns
- Ceropegia metziana Miq.
- Ceropegia meyeri Decne.
- Ceropegia meyeri-johannis Engler
- Ceropegia meyeriana (Schltr.) Bruyns
- Ceropegia micriflora Bruyns
- Ceropegia microgaster M.G.Gilbert
- Ceropegia minima (R.A.Dyer) Bruyns
- Ceropegia minor (E.A.Bruce) Bruyns
- Ceropegia mizoramensis Ram.Kumar, Sharma & Dwivedi[17]
- Ceropegia modestantha Bruyns
- Ceropegia mohanramii S.R.Yadav, M.N.Gavade & Sardesai
- Ceropegia molaventi (Peckover & A.E.van Wyk) Bruyns
- Ceropegia monticola  (H.Huber) M.G.Gilbert
- Ceropegia montiphila Bruyns
- Ceropegia muliensis W.W.Sm.
- Ceropegia multiflora Baker, mit den Unterarten:
  - Ceropegia multiflora subsp. multiflora
  - Ceropegia multiflora subsp. tentaculata (N.E.Br.) H.Huber
- Ceropegia murlensis Ram.Kumar, Sharma & Dwivedi[17]
- Ceropegia muzingana Malaisse
- Ceropegia namaquensis Bruyns
- Ceropegia nampyana Manudev, Kambale & Pramod[18]
- Ceropegia namuliensis Bruyns
- Ceropegia nana Collett & Hemsl.
- Ceropegia nanior Bruyns
- Ceropegia neo-omissa Bruyns
- Ceropegia neoarachnoidea Bruyns
- Ceropegia neocompta Bruyns
- Ceropegia neofurcata Bruyns
- Ceropegia nepalensis (Radcl.-Sm.) Bruyns
- Ceropegia nephroloba (H.Huber) Bruyns
- Ceropegia ngomensis (R.A.Dyer) Bruyns
- Ceropegia nigra N.E.Br.
- Ceropegia nilotica Kotschy (Syn.: Ceropegia nilotica var. simplex H.Huber)[4]
- Ceropegia noorjahaniae M.A.Ansari
- Ceropegia nutans (Bruyns) Bruyns
- Ceropegia obtusa Lour.
- Ceropegia occidens Bruyns
- Ceropegia occidentalis R.A.Dyer
- Ceropegia occulta R.A.Dyer
- Ceropegia oculata Hook.
  - Ceropegia oculata var. occulta
  - Ceropegia oculata var. satpudensis Punekar, Jagtap & Deokule[19]
- Ceropegia odorata Nimmo
- Ceropegia oiantha (Schltr.) Bruyns
- Ceropegia omissa H.Huber
- Ceropegia pachypodium (R.A.Dyer) Bruyns
- Ceropegia pachystelma Schltr.
- Ceropegia panchganiensis Blatt. & McCann
- Ceropegia paohsingensis Tsiang & P.T.Li
- Ceropegia papillata N.E.Br.
- Ceropegia paricyma N.E.Br.
- Ceropegia parvior Bruyns
- Ceropegia parvissima Bruyns
- Ceropegia perdita (R.A.Dyer) Bruyns
- Ceropegia petignatii Rauh
- Ceropegia petrophila Bruyns
- Ceropegia peulhorum A.Chev., mit den Varietäten:
  - Ceropegia peulhorum var. breviloba H.Huber
  - Ceropegia peulhorum var. peulhorum
- Ceropegia plocamoides (Oliv.) Bruyns
- Ceropegia poluniniana Bruyns
- Ceropegia porphyrotricha W.W.Sm.
- Ceropegia praelonga (S.Moore) Bruyns
- Ceropegia praetermissa J.Raynal & A.Raynal
- Ceropegia prostrata (E.A.Bruce) Bruyns
- Ceropegia pruinosior Bruyns
- Ceropegia pubescens Wall.
- Ceropegia pulchellior Bruyns
- Ceropegia pullaiahiana Bruyns
- Ceropegia pullaiahii Raja Kullayisw., Sandhyar. & Karupp.[20]
- Ceropegia punctifera Bruyns
- Ceropegia purpurascens K.Schum.
- Ceropegia pusilla Wight & Arn.
- Ceropegia racemosa N.E.Br.[7]
  - Ceropegia racemosa var. racemosa
  - Ceropegia racemosa var. tanganyikensis Masinde[7]
  - Ceropegia racemosa var. voiensis Masinde[7]
- Ceropegia radicans Schltr., mit den Unterarten:
  - Ceropegia radicans subsp. radicans
  - Ceropegia radicans subsp. smithii (M.R.Hend.) R.A.Dyer
- Ceropegia ramosissima (Schltr.) Bruyns
- Ceropegia rapinatiana (Britto & Bruyns) Bruyns
- Ceropegia ravikumariana Kambale & Gnanasek.
- Ceropegia recurvata M.G.Gilbert
- Ceropegia recurviloba Bruyns
- Ceropegia remota (R.A.Dyer) Bruyns
- Ceropegia rendallii N.E.Br.
- Ceropegia rhynchantha Schltr.
- Ceropegia richardsiae Masinde[7]
- Ceropegia ringens A.Rich.
- Ceropegia ringoetii De Wild.
- Ceropegia robivelonae Rauh & Gérold
- Ceropegia rollae Hemadri
- Ceropegia rubella (E.Mey.) Bruyns
- Ceropegia rudatisii Schltr.
- Ceropegia rupicola Deflers, mit den Varietäten:
  - Ceropegia rupicola var. rupicola
  - Ceropegia rupicola var. stictantha N.P.Taylor
- Ceropegia sabuliphila Bruyns
- Ceropegia sahyadrica Ansari & Kulkarni
- Ceropegia saldanhae (Britto & Bruyns) Bruyns
- Ceropegia salicifolia H.Huber
- Ceropegia sandersoniana Bruyns
- Kletternde Leuchterblume (Ceropegia sandersonii Decne. ex Hook.f.)
- Ceropegia sankuruensis Schltr. ex De Wild.
- Ceropegia santapaui Wadhwa & Ansari
- Ceropegia saxatilis Jum. & H.Perrier
- Ceropegia scabra Jum. & H.Perrier
- Ceropegia scabriflora N.E.Br.
- Ceropegia schinziata Bruyns
- Ceropegia schizoglossoides (Schltr.) Bruyns
- Ceropegia schoenlandiana (Schltr.) Bruyns
- Ceropegia schultzei (Schltr.) Bruyns
- Ceropegia schumanniana Swarupan & Mangaly
- Ceropegia sepium Deflers
- Ceropegia setosa (Peckover) Bruyns
- Ceropegia simoneae Rauh
- Ceropegia simplex (Schltr.) Bruyns
- Ceropegia sinoerecta M.G.Gilbert
- Ceropegia sobolifera N.E.Br., mit den Varietäten:
  - Ceropegia sobolifera var. sobolifera
  - Ceropegia sobolifera var. nephroloba H.Huber[21]
- Ceropegia somalensis Chiov.
- Ceropegia sootepensis Craib
- Ceropegia spaniflora Bruyns
- Ceropegia spathulata (Lindl.) Bruyns
- Ceropegia speciosa H.Huber
- Ceropegia spiralis Wight
- Ceropegia stapeliiformis Haw., mit den Unterarten:
  - Ceropegia stapeliiformis subsp. stapeliiformis
  - Ceropegia stapeliiformis subsp. serpentina (E.A.Bruce) R.A.Dyer
- Ceropegia stellata (E.A.Bruce & R.A.Dyer) Bruyns
- Ceropegia stenantha K.Schum.
- Ceropegia stenifolia Bruyns
- Ceropegia stenoloba Hochst. ex Chiov.: Mit den Varietäten:
  - Ceropegia stenoloba var. stenoloba
  - Ceropegia stenoloba var. schliebenii (Markgr.) Masinde
  - Ceropegia stenoloba var. moyalensis H.Huber[7]
- Ceropegia stenophylla C.K.Schneid.
- Ceropegia stentiae E.A.Bruce
- Ceropegia striata Meve & Masinde
- Ceropegia subaphylla K.Schum.
- Ceropegia suddeei Kidyoo[22]
- Ceropegia swarupa (Kishore & Goyder) Bruyns
- Ceropegia swazica (R.A.Dyer) Bruyns
- Ceropegia swaziorum D.V.Field
- Ceropegia tabularia (R.A.Dyer) Bruyns
- Ceropegia talbotii S.Moore
- Ceropegia taprobanica H.Huber
- Ceropegia tavalla (K.Schum.) Bruyns
- Ceropegia tenella (R.A.Dyer) Bruyns
- Ceropegia teniana Hand.-Mazz.
- Ceropegia tenuicaulis Kidyoo[8]
- Ceropegia tenuior Bruyns
- Ceropegia tenuissifolia Bruyns
- Ceropegia terebriformis Bester
- Ceropegia thailandica Meve[23]
- Ceropegia thaithongiae Kidyoo
- Ceropegia theronii (Bruyns) Bruyns
- Ceropegia thorelii Costantin
- Ceropegia thunbergii (N.E.Br.) Bruyns
- Ceropegia thwaitesii Hook.
- Ceropegia tihamana Chaudhary & Lavranos
- Ceropegia tomentosa Schltr.
- Ceropegia tourana A.Chev.
- Ceropegia tribounii Kidyoo
- Ceropegia trichantha Hemsl.
- Ceropegia turricula E.A.Bruce
- Ceropegia ugeni C.E.C.Fisch.
- Ceropegia umbraticola K.Schum.
- Ceropegia vanderystii De Wild.
- Ceropegia variegata Decne.
- Ceropegia vartakii (Kambale & S.R.Yadav) Bruyns
- Ceropegia verticillata Masinde
- Ceropegia villosa (Schltr.) Bruyns
- Ceropegia vincifolia Hook.[24]
- Ceropegia volubicaulis Bruyns
- Ceropegia volubilis N.E.Br.
- Ceropegia wallichii Wight
- Ceropegia yampwapwa Masinde[7]
- Ceropegia yemenensis Meve & R.Mangelsdorff
- Ceropegia yorubana Schltr.
- Ceropegia zambesiaca Masinde & Meve
- Ceropegia zeyheri Schltr.

## Belege

## Weiterführende Literatur
- P. V. Bruyns, C. Klak, P. Hanáček: A revised, phylogenetically-based concept of Ceropegia (Apocynaceae). In: South African Journal of Botany. Band 112, S. 399–436, 2017 (doi:10.1016/j.sajb.2017.06.021).